# Олимпийский профессиональный колледж имени Ивана Поддубного
Олимпийский профессиональный колледж имени Ивана Поддубного (укр. Олімпійський фаховий коледж імені Івана Піддубного) — учебное заведение, являющееся базовым учебным заведением по подготовке олимпийцев Украины. Находится в Лесном массиве Деснянского района Киева. Является структурной частью Национального университета физического воспитания и спорта Украины. Колледж назван в честь борца, атлета и артиста цирка Ивана Поддубного. Учебное заведение имеет І уровень аккредитации. Основано в 1966 году.

## Названия
- Республиканская специализированная школа-интернат (с 7 июля 1966 года)[4]
- Республиканское училище олимпийского резерва (с 24 апреля 1990 года)[4]
- Республиканское училище физической культуры (с 16 июня 1992 года)[4]
- Республиканское высшее училище физической культуры (с 27 ноября 1992 года)[4]
- Олимпийский колледж имени Ивана Поддубного (с 24 июля 2015 года)[4]
- Олимпийский профессиональный колледж имени Ивана Поддубного (с 18 сентября 2020 года)[4]

## История
Учебное заведение как Республиканская специализированная школа-интернат распоряжением Совета министров Украинской ССР было основано в 1966 году в специально построенном для него здании. В 1990 году Министерство народного образования УССР преобразовало учебное заведение в Республиканское училище олимпийского резерва. Спустя два года училище было реорганизовано сначала в Республиканское училище физической культуры, а затем в Республиканское высшее училище физической культуры. Тогда же учебное заведение начало готовить младших специалистов. В 2015 году Министерство образования и науки Украины переименовало училище в Олимпийский колледж имени Ивана Поддубного. С 2016 года колледж готовит специалистов первого (бакалаврского) уровня по направлению «физическая культура и спорт».
2 сентября 2020 года Кабинет министров Украины издал распоряжение о реорганизации колледжа и присоединении его к Национальному университету физического воспитания и спорта Украины (НУФКСУ). 6 сентября 2020 года учащиеся колледжа объявили о начале забастовки, обвинив в коррупции и рейдерском захвате учебного заведения ректора НУФКСУ Евгения Имаса, который был назначен главой реорганизационной комиссии. Руководство колледжа заявляло, что настоящей причиной процесса реорганизации стали 16 гектар на которых расположено учебное заведение и представляющие интерес для застройщиков, поскольку находится вблизи станции метро «Лесная».
В октябре 2020 года состоялась присоединение учебного заведения к Национальному университету физического воспитания и спорта Украины и его переименование в Олимпийский профессиональный колледж имени Ивана Поддубного.

## Структура и деятельность
Ученики колледжа обучаются здесь с 6 по 11 класс, совмещая занятия спортом с изучением школьной общеобразовательной программы. Окончив школу, выпускники могут поступить в данное высшее учебное заведение, но при этом они должны являться членом украинской сборной или быть победителем всеукраинских чемпионатов по одному из видов спорта.
Колледж имеет отделы по 14 видам спорта: футбол, лёгкая атлетика, спортивная гимнастика, художественная гимнастика, плавание, синхронное плавание, дзюдо, вольной борьбе, бокса, дзюдо, академическая гребля, акробатика, пулевая стрельба, хоккей с шайбой, велоспорт, настольный теннис и фехтование.
Учебное заведение расположено на 16 гектарах и включает в себя учебное помещение, общежитие, пять футбольных полей, футбольный манеж, два спортзала для фехтования, зал для спортивной гимнастики, легкоатлетический манеж, стадион с легкоатлетическими дорожками и бассейн. В 2006 году в помещении училища был открыт Храм великомученика Георгия Победоносца УПЦ МП.
В 2012 Кабинет министров Украины выделил 8 миллионов гривен на строительство ледовой арены на территории учебного заведения, однако строительство в итоге начато не было.

## Футбол
Колледж является членом Федерации футбола Киева. Команда учебного заведения неоднократно становилась призёром Детско-юношеской футбольной лиги Украины. Кроме того, команда выступала в чемпионате Киевской области по футболу. В 2015 году команда под названием ЦСКА выступала на Мемориале Макарова.

## Выпускники
Полный список выпускников Олимпийского колледжа имени Ивана Поддубного, о которых есть статьи в Википедии, смотрите здесь.
За годы своего существования училище подготовило 23 победителя Олимпийских игр, 193 чемпиона мира и Европы, 42 заслуженных мастеров спорта, более 2000 мастеров спорта.

## Руководители
- Стрельник Артур[15]

- Сокол Владимир Иванович[16]
- Гамов Вячеслав Георгиевич (2002—?)[17]
- Семенюшко Алексей Иванович[2]
- Москаленко Александр Викторович[1]